# Герланец, Валерий Ильич
Валерий Ильич Герланец — заслуженный деятель искусств, член Союза писателей России, прозаик, поэт и драматург, журналист, педагог., член Национального союза театральных деятелей Украины,

## Биография
Родился 28 января 1951 года в городе Орске Оренбургской области. Учился в Донецком политехническом институте и окончил его в 1974 году. В 1981 году окончил Высшие курсы режиссёров и сценаристов при Госкино и Союзе кинематографистов СССР.
Руководил отраслевой киностудией, занимался журналистикой и литературным творчеством. Был основателем и деканом факультета журналистики Донецкого открытого университета (позднее - Донецкий институт социального образования). Работал главным редактором творческого объединения «Донецкий центр юмора». Заведующий отделом науки и культуры ЧАО «Газета „Вечерний Донецк“». Член генерального совета по разработке Стратегии развития города Донецка до 2020 года.
С 2009 года главный редактор всеукраинского детского журнала «Апельсин». Заместитель председателя правления областной организации Конгресса литераторов Украины, член правления и глава Комиссии театральной критики Донецкого межобластного отделения НСТД Украины. С 2015 года - главный редактор редакционно-издательского отдела РИД "Донбасс", а с 2018 года - главный редактор журнала "Антракт" Донецкого государственного академического музыкально-драматического театра им. М.М. Бровуна.
Первая книга «Путешествие за звездой» вышла в 1993 году в издательстве «Донеччина». Произведения автора были опубликованы в детских журналах «Простоквашино», «Мурзилка», «Фонтан», «Познайка», "Апельсин» и ряде других.

## Творчество
Опубликовал более 45 детских книг в прозе и стихах суммарным тиражом более 650 000 экземпляров:
- «Невероятные приключения Медвежонка, Гагагава и Моли»
- Книга первая «Путешествие за звездой» (1993)
- Книга вторая «Путешествие в Бульконырово царство»
- Книга третья «Опасное путешествие в Голливуд»
- «Приключения Санта Клаусенка»
- «День Святого Николая»
- «Удивительные приключения в страну Канцелярию»
- «Катя, Лена и Мылопуз Бессмертный»
- «Чудовище из пруда»
- «Как Туман на трамвае катался»
- «Лена, Катя и Мылопуз Бессмертный»
- «Забияка Ёж»
- «Счастливчик бегемот»
- «Дождик-озорник»
- «Приключения Моли и её друзей»
- «В ожидании рождественского чуда»[5]
- "Новогодние сказочные истории"
- "Чудо в перьях"
- "Земноводные против людоземных"
- "Маленький герой необъявленной войны"
- "Четыре Ква"

Написал несколько пьес, которые были поставлены в театрах Донецка и Днепропетровска.
- «Шпионские страсти»
- «Путешествие за звездой»
- «Чудовище из пруда»
- «Необычный гол»
- "С Донбассом в сердце"
- "Прокофьев"

Написал киносценарий приключенческой комедии для детей «Лена, Катя и Мылопуз Бессмертный» и сценарий мультфильма «Путешествие за звездой».
Написал несколько историко-краеведческих книг об истории предприятий и известных людях Донецкой области (часть в соавторстве):
- «Донецк в лицах»
- «Дорогу осилит идущий…»
- «УкрНИИВЭ — вчера, сегодня, завтра»
- «Работать без удержу»
- "Наперегонки с детством.Плеяда детских писателей Донецкого края (вторая половина ХIХ - начало XXI вв.)

## Награды
- 1999 — Первое место в номинации «Произведения для детей» на конкурсе «Золотой Скиф» (Донецк)
- 2002 — Первое место в номинации «Произведения для детей» на конкурсе «Кленовые листья», проходящем под эгидой ЮНЕСКО (Канада)[6][7][8]
- 2003 — Первое место в номинации «Произведения для детей» на конкурсе «Территория мира и согласия» (Москва)
- 2005 — Диплом «За весомый вклад в развитие отечественной детской литературы» Международного Академического Рейтинга популярности «Золотая Фортуна»
- 2007 — Почётный Знак Украинской Православной Церкви и Грамота Митрополита Киевского и всея Украины блаженнейшего Владимира «За духовное воспитание подрастающего поколения»
- 2007 — Грамота Митрополита Киевского и всея Украины блаженнейшего Владимира «За духовное воспитание подрастающего поколения»[4]
- 2007 — Лауреат Всеукраинского конкурса романов, киносценариев и пьес «Коронация слова» в двух номинациях: «Киносценарии» и «Пьесы» (Киев)[9][10]
- 2009 — Почётный знак «Золотое перо Донбасса» Донецкого областного союза НСЖ Украины[11]
- 2010 — Медаль А. С. Грибоедова Московской городской организации СП России и Союза писателей-переводчиков
- 2011 — Лауреат литературной премии им. Юрия Каплана Конгресса литераторов Украины и Международного содружества писательских союзов
- 2012 — Лауреат международного литературно-художественного конкурса издательства «Deutsche aus Russland» (Германия) в номинации «Сказка сегодня»
- 2022 - Благодарственные письма за победу в Международном конкурсе литпроизведений им. Киримизе Жане от Министерства культуры и Министерства образования Республики Адыгея
- 2023 - Почетный диплом Национальной литературной премии "Золотое перо Руси" и медаль Ф.М. Достоевского
- 2023 - Победитель поэтического конкурса "За Донбасс" (Магадан)

## Приимечания
1. ↑  Герланец Валерий
2. ↑  Волшебники живут рядом. 65 лет Валерию Герланцу
3. ↑  «О создании Генерального совета по разработке Стратегии развития города Донецка до 2020 года». Дата обращения: 26 января 2011. Архивировано из оригинала 19 апреля 2015 года.
4. 1 2  Донецкий журналист и писатель победил во всеукраинском конкурсе // Панорама. — 2007. — № 27.
5. ↑  Валерий Герланец создал сказку для детей на YouTube
6. ↑  Журнал Международного фестиваля искусств «Кленовые листья» (Канада) «Nouvelle image», ноябрь 2002 г.
7. ↑  Газета «Вечерний Донецк» от 27.12.2002 г. «Донецкий сказочник получил международное признание», редакционная статья.
8. ↑  Газета «Жизнь» от 4.01.2003 г. «Донецкий журналист — лауреат международного фестиваля искусств в Канаде», подборка новостей.
9. ↑  «Газета по-украински», от 10.06.2007 (г. Киев) «Марии Матиос дали 20 тысяч гривен на „Коронации слова“».
10. ↑  UBP Украинский бизнес портал от 20.12.2007 г. «В Киеве презентовали коронованное слово», Любомира Ремажевская.
11. ↑  Торжества по случаю Дня журналиста. Архивировано 8 декабря 2012 года.

### Публикации Герланца
- Удивительные приключения Каркуши и Карандаша [Текст] : [сказки: для дошк. и мл. шк. возраста] / В. И. Герланец; худож. Ю. В. Ландина. — Харьков : Веста: Ранок, 2004. — 80 с. : цв.ил. ; 21 см. — (Почитайка). — 5000 экз. — ISBN 966-314-445-9 (в пер.)
- Как Туман на трамвае катался [Текст] : [сказки: для дошк. и мл. шк. возраста] / В. И. Герланец; худож. В. М. Юденков. — Харьков : Ранок, 2004. — 96 с. : цв.ил. ; 21 см. — (Почитайка). — 5000 экз. — ISBN 966-314-682-6 (в пер.)
- Новогодние приключения [Текст] : [повесть-сказка: для детей мл. и сред. шк. возраста] / В. И. Герланец, Г. Ю. Рогинская; худож. Н. В. Стешенко-Дядечко. — Харьков : Веста: Ранок, 2004. — 64 с. : ил ; 28 см. — 5000пр. экз. — ISBN 966-314-287-1 (в пер.)
- Герланец, В. И. Рукавичка . — Д. : Сталкер, 1998 . — 320 С.: ИЛ. — (Загадки гномика) . — 966-596-105-5
- Новая рукавичка : [Сказки, Стихи, Кроссворды, Загадки, Ребусы] . — Донецк : Сталкер, 1998 . — 320 С. — (Загадки гномика) . — 966-596-144-6
- Невероятные приключения медвежонка , Гагава и Моли : Весёлая повесть-сказка для детей . — Донецк : Восток, 2000 . — 152 С. — 966-7695-10-7
- Їжак задирака : Віршована казка / В.І.Герланець . — Харків : Ранок, 2001 . — 10 с. — 966-7941-64-7
- Щасливчик бегемот / В.І.Герланець . — Харків : Ранок, 2001 . — 12 с. — 966-7941-63-9
- Бурундук і скриня : Вірші / В.І.Герланець . — Харків : Ранок, 2002 . — 8 с. — 966-679-174-9
- Оленка, Катруся та Милопуз Безсмертний : П'єси / В.І. Герланець . — Донецьк : Юго-Восток, 2005 . — 186 с. — 966-374-045-0
- Открою душу без ключа… : Стихотворения / И. И. Герланец . — Донецк : Юго-Восток, 2006 . — 182 с. — 966-374-133-3
- Лена, Катя Мылопуз Бессмертный : Повести, сказки, истории, стихи / В. И. Герланец ; Худож.: Е.Ковалец, И. Воронова . — Донецк : Донбассинформ, 2007 . — 287 с. — 966-8388-16-Х
- УкрНИИВЭ — вчера, сегодня, завтра (1957—2007) / Лит. обработка В. И. Герланца ; Под ред. Р. М. Лазебника, Укр. науч.-исслед., прект.-конструкт. и технол. ин-та взрывозащищенного и рудничного, электрооборуд. с опытно-эксперим. пр-вом (УкрНИИВЭ) . — Донецк : УкрНИИВЭ, 2007 . — 170 с. — (К 50-летию УкрНИИВЭ).
- Рыцарь оперного искусства : [А.Соловьяненко] / В.Герланец // МЕРКУРИЙ (г. Донецк). 2007. № 10. — С.62-63.
- Наваждение [ Текст ] : стихотворный сборник / И. И. Герланец . — Донецк : Норд-Пресс, 2008 . — 213 с. — 978-966-380-231-2
- Дивовижна подорож до країни канцелярії [ Текст ] : відверто детективна пригода / Валерій Герланець . — К. : Преса України, 2008 . — 46 с. : іл. — 978-966-472-020-2
- Театр, устремленный в будущее [ Текст ] : [творческие итоги и перспективы Донец. акад. укр. муз.-драм. театра] / В.Герланец // УДАЧНЫЙ ВЫБОР. 2009. № 1/2 (№ 72/73). — С.28-29.
- Цветомузыкальные фантазии Татьяны Рыбаковой [ Текст ] : [о самодеятельной художнице из Краматорска Татьяне Рыбаковой (роспись красками по шелку)] / В.Герланец // УДАЧНЫЙ ВЫБОР. 2009. № 1/2 (№ 72/73). — С.66-67.

### Публикации о Герланце
- «Важно, какие идеи несет книга читателю» : [Интервью с журналистом, детским писателем В.Герланцем/Записала М.Пархоменко] // МЕРКУРИЙ (г. Донецк). 2007. № 7. — С.73-74.
- Газета «Акцент» от 24.07.1993 г. «Путешествие, которое пригрезилось», Э. Зельдина.
- Газета «Вечерний Донецк» от 31.07.1993 г. «И га, и гав!», Н. Дарешина.
- Еженедельник «Донецкие новости» № 40, октябрь 1993 г. «Нынче сказки писать — это ж надо…», Нелли Дунаевская.
- Газета «Донбасс» от 31.01.1995 г. «…И детская способность удивляться», Н.Столяров.
- Газета «Вечерний Донецк» от 15.07.1995 г. «В свет выходят…», Ирина Клементьева.
- Газета «Донбасс» от 19.04.1996 г. «Волшебники живут рядом», Д. Гелюх.
- Газета «Вечерний Донецк» от 30.01.2001 г. «Полвека время отсчитало…», редакционная статья.
- Газета «Первая линия» от 26.02-4.03. 2001 г. «Новости района».
- Газета «Вечерний Донецк» от 3.02.2001 г. «Путешествие в страну детства», Наталья Хаткина.
- Газета «Жизнь» от 2.06.2001 г. «Названы победители регионального фестиваля прессы и книги», Елена Лобова.
- Газета «Донбасс» от 5.06.2001 г. «Фестиваль называет победителей», В. Кобзев.
- Газета «Вечерний Донецк» от 9.06.2001 г. «Региональный фестиваль прессы и книги назвал победителей», В. Славко.
- Журнал «Апельсин» № 2, 2004 г. «Поздравляем „Рукавичку“ — нашу старшую сестричку!»
- Еженедельник «Ваш курьер» от 8.01.2004 г. «Путешествие за звездой Валерия Герланца», Елена Клецова.
- Газета «Вечерний Донецк» от 5.06.2004 г. «Названы победители конкурса „Книга Донбасса“», Валентин Славко.
- Газета «Наша жизнь», июль 2004 г. «Америка, которую мы не знаем», Белла Родкина.
- Всеукраинский деловой журнал «Меркурий» № 8, 2004 г. «Учить детей добру и любви», Ксения Порицкая.
- «Новая интересная газета» (Просто фантастика) № 8, 2004 г. «Фантастика для малышей», Инна Гусь.
- Газета «Донеччина» от 19.08.2004 г. «Цей відомий невідомий казкар», Светлана Куралех.
- Газета «Донбасс» от 14.09.2004 г. «Распевают песенку о дружбе Тыква… Таня и Тарас», Ирина Попова-Бондаренко.
- Газета журналистов ДонНУ «Штрих», ноябрь-декабрь 2004 г. «Тяга к искусству неистребима!», Александр Фесенко.
- Газета конгресса литераторов Украины «Отражение» № 11, ноябрь 2005 г. «Детская литература и… будущее Украины», Ирина Логвинова.
- Газета «Вечерний Донецк» от 1.11.2005 г. «Папа Медвежонка, Гагагава и Моли отмечен наградой», Марина Пархоменко.
- Газета «Вечерний Донецк» от 26.04.2006 г. «По страницам детства», Марина Пархоменко.
- Газета «Вечерний Донецк» 30.06.2007 г. «Тернистый путь книги к читателю», Марина Пархоменко.
- Всеукраинский деловой журнал «Меркурий» № 7, июль 2007 г. «Важно, какие идеи несет книга читателю», Марина Пархоменко.
- Газета «Донбасс» от 29.11.2007 г. «Шпионские страсти: детский вариант», Ирина Панская.
- Газета «Донеччина» від 7.12.2007 р. «День народження книги», Ольга Хохлові, Лариса Збірна.
- Газета «Город», от 11.01.2008 г. «Получили благословение».
- Газета «Макеевский рабочий» от 18.01.2008 г. «Спасибо, „Фортуна“, за добрую улыбку твою».
- Газета «Вечерний Донецк» от 08.04.2008 г. «Чудовий світ дитячих книжок», Валентин Славко.
- Журнал НСЖУ та Київського Національного університета ім.. Т. Г. Шевченко «Журналіст України» № 4, 2008 р. «Журналист-аналитик и… детский писатель», Марина Пархоменко.
- Межрегиональный бизнес-журнал «Удачный выбор» № 65, июнь 2008 г.
- Областная государственная телерадиокомпания, программа «Далёкое и близкое», страница «Человек и книга», Юлия Куцан, декабрь 2008 г.
- Газета «Донеччина» від 16 грудня 2008 р. «Добро відкриває серця», Володимир Прозоровський.
- Газета «Наш дом +» от 26 декабря 2008 г. «Путешествие в сказку — с автором», Светлана Кудрявцева.
- Газета «Література та Життя» № 3, березень 2009 р. «Дивовижна подорож».
- Газета «Донбасс» от 6 июня 2009 г. «Команда на день», Виктор Тачинский.
- Газета «Донеччина» від 12 червня 2009 р. «Дивовижна подорож до країни книжок Валерія Герланця», Ольга Хохлова, Лариса Збірна.
- Газета «Вечерний Донецк» от 19 июня 2009 г. «Феномен 17-й школы», Марина Пархоменко.
- Газета «Література та життя», июль 2010 г. «Жива ли детская периодика?», Александр Гросов.
- «Рабочая газета» от 24 сентября 2010 г. «Пингвины живут в телевизоре», Валерий Полищук.
- «Муниципальная газета» от 22 апреля 2011 г. «Не интернетом единым…», Светлана Кудрявцева.
- «Вечерний Донецк» от 12 июня 2012 г. «Как крот-вратарь забил необычный гол», Станислав Савари.